# باين ليندسي
باين ليندسي (بالإنجليزية: Payne Lindsey)‏ هو صحفي أمريكي، ولد في 21 نوفمبر 1987 في كينيساو في الولايات المتحدة.

## وصلات خارجية
- باين ليندسي على موقع IMDb (الإنجليزية)
- الموقع الرسمي